# Hyperbola GNU/Linux-libre
Hyperbola GNU/Linux-libre è una distribuzione Linux indipendente che utilizza il gestore di pacchetti di Arch Linux e le patch sviluppate da Debian.
Il sistema si basa sul kernel Linux-libre e non sul kernel Linux generico ed è elencata dalla Free Software Foundation come sistema operativo completamente libero, fedele alle linee guida per la distribuzione di sistemi liberi.

## Storia
L'idea di Hyperbola è nata nel corso del Fórum Internacional Software Livre ( Porto Alegre, Brasile) quando un gruppo di persone incoraggiò André Silva (emulatorman) e Márcio Silva (coadde) a sviluppare una distribuzione completamente libera basata su Arch Linux e in grado di offrire la stabilità di Debian. Lo sviluppo ufficiale è iniziato il 15 aprile 2017.
Il 5 agosto 2017, venne abbandonato il supporto a systemd in favore di OpenRC come sistema init predefinito questo anche a supporto della campagna Init Freedom avviata da Devuan.
Il 6 dicembre 2018, Hyperbola, è stata riconosciuta come la prima distribuzione brasiliana completamente libera e composta interamente da software GNU. Questo l'ha fatta entrare ufficialmente nell'elenco delle distribuzioni libere della FSF.
Il 23 settembre 2019, Hyperbola ha annunciato l'introduzione di Xenocara quale display server predefinito per X Window System e LibreSSL come libreria di crittografia predefinita di sistema.

## Contratto sociale
Il contratto sociale di Hyperbola include vari aspetti del contratto sociale di Parabola GNU/Linux-libre e del movimento "Init Freedom" di Devuan.
Impegna il progetto a seguire i principi del movimento del software libero e della cultura libera, rispettando la privacy degli utenti e rispettando i principi di stabilità.

## Sviluppo

### Linee guida per la creazione dei pacchetti
Hyperbola richiede che tutto il software aderisca alle linee guida del GNU Free System Distribution Guidelines, proibendo i pacchetti che contengono software proprietari, blob binari o codice offuscato.
Hyperbola esclude inoltre tutti i pacchetti che violano il contratto sociale (così come quelli che dipendono da software che non ne soddisfa i requisiti). Sono quindi esclusi dal progetto (ad esempio):
- Progetti che non sono guidati dalla comunità; è quindi rifiutato tutto il software sviluppato da società a scopo di lucro, in quanto considerati soggetti che sfruttano l'influenza aziendale per costringere all'adozione di un prodotto anziché supportare il movimento del software libero.[17]
- Componenti software che dipendono da funzioni Linux che ne impediscono il porting su BSD
- Software con marchi registrati che ne ostacolano la possibilità di creare versioni derivate o modificate.
- Software con "implementazioni vulnerabili e insicure" e che non si impegnano a rispettare il principio del supporto a lungo termine
- Software che sono "chiaramente non liberi"

In base a queste linee guida, il progetto Hyperbola rifiuta pacchetti quali D-Bus, PulseAudio e systemd (bloat), gestori di pacchetti per linguaggi di programmazione (in grado di scaricare dipendenze non libere), Vulkan (funzionante solo su GPU moderne e non in grado di garantire la retrocompatibilità), Zstd (progetto aziendale) e Mozilla Firefox (bloat, marchi registrati, incoraggia l'utilizzo di servizi non liberi. Il progetto mantiene un fork di Basilisk noto come Iceweasel-UXP).

### Codename
Hyperbola adotta degli alias per le sue versioni stabili. Vengono utilizzati i nomi delle galassie quali codename scegliendoli dall'elenco delle galassie della Via Lattea, in ordine crescente di distanza.

### Ciclo di rilascio
Indicativamente ogni tre anni viene rilasciata una nuova versione stabile di Hyperbola. Ogni versione di Hyperbola riceverà un supporto di sicurezza totale di cinque anni.

## Installazione
Hyperbola GNU/Linux-libre può essere installata da zero attraverso le immagini live. Fino alla versione 0.4, era supportata anche la migrazione da un sistema Arch esistente.